# Indiannäva
Indiannäva (Geranium bicknellii) är en näveväxtart som beskrevs av Nathaniel Lord Britton. Enligt Catalogue of Life ingår Indiannäva i släktet nävor och familjen näveväxter, men enligt Dyntaxa är tillhörigheten istället släktet nävor och familjen näveväxter. Arten har ej påträffats i Sverige. Inga underarter finns listade i Catalogue of Life.